# Chionaema alborosea
Chionaema alborosea är en fjärilsart som beskrevs av Walker 1864. Chionaema alborosea ingår i släktet Chionaema och familjen björnspinnare. Inga underarter finns listade i Catalogue of Life.